# Dju
Dvojni sokol, Dju ali morda Nebvi je bil vladar Spodnjega Egipta v obdobju Naqada III. Vladal je morda v 32. stoletju pr. n. št. Dolžina njegovega vladanja ni znana.

## Dokazi
Prvi dokaz za Djuja je odkril egiptolog M. J. Clédat  leta 1910. Clédat je izkopaval na najdišču El-Mehemdiah v severovzhodnem delu Nilove delte,  ko mu je nek kmet pripeljal vrč in nekaj fragmentov gravirane keramike, ki jih je odkril med sajenjem v bližnjem naselju el-Bedi. Clédat je med raziskovanjem v el-Bedi kmalu odkril štiri serekhe Dvojnega sokola.
Naslednji dokaz so odkrili leta 1912 med izkopavanji Hermanna Junkerja na najdišču Tura. V eni od  grobnic so odkrili nepoškodovan vrč s serekhom z dvema sokoloma.
Nedavno so serekhe Dvojnega sokola odkrili tudi na Sinajskem polotoku, Tell Ibrahim Awadu v vzhodni Nilovi delti, Adaimi in  Abidosu v Gornjem Egiptu in kamnolomu Palmahim v južnem Izraelu.
Koncentracija serekhov Dvojnega orla v Spodnjem Egiptu in severozahodnem Sinaju kaže, da je bila njegova oblast omejena na to regijo, širša geografska prisotnost njegovih serekhov, zlasti v zgornjem Egiptu in južnem Levantu pa nakazuje, da se je oblast vladarjev proti koncu obdobja Naqada III razširila na večje ozemlje, bodisi s trgovanjem bodisi z vojno.

## Ime
Serekh Dvojnega sokola je edinstven tako po videzu kot po vsebini. Je edini serekh, na katerem sta na vrhu dva Horova sokola, obrnjena drug proti drugemu, prostor za ime pa je zapolnjen s pokončnimi črtami, ki običajno predstavljajo pročelje palače z nišami. Razen tega ni niti vodoravne črte, ki bi ločevala pročelje palače od imena vladarja nad njo. In ne nazadnje stojita sokola vsak na svojem vrhu. Egiptologi M.J. Cledat, Günter Dreyer in  Edwin van den Brink domnevajo, da je te posebnosti mogoče razložiti z globljo simboliko. Sokola bi lahko predstavljala Spodnji Egipt in Sinaj, kar kaže, da je Dvojni sokol morda vladal v obeh regijah. Dreyer je prepričan, da sokola stojita na hieroglifu  za goro N26 v Gardinerjevem seznamu hieroglifov:
| N26 |

Hieroglif se bere Dju (ḏw), se pravi da se tako imenuje tudi vladar, ki ga predstavljata sokola.  Brink v nasprotju z njim ime bere kot Nebwy (nb.wy), »dva gospoda«, in vidi podobnost z mnogo starejšo paleto v ženevskem Muzeju Barbier-Mueller.